# توماس تود
توماس تود (بالإنجليزية: Thomas Todd)‏ (و. 1765 – 1826 م)هو محامي، وقاضي من الولايات المتحدة الأمريكية . ولد في مقاطعة كينغ أند كوين، فيرجينيا .
توفي في فرانكفورت، كنتاكي .